# Pella (Novara)
Pella is een gemeente in de Italiaanse provincie Novara (regio Piëmont) en telt 1159 inwoners (31-12-2004). De oppervlakte bedraagt 8,1 km², de bevolkingsdichtheid is 143 inwoners per km².

## Demografie
Pella telt ongeveer 496 huishoudens. Het aantal inwoners daalde in de periode 1991-2001 met 2,7% volgens cijfers uit de tienjaarlijkse volkstellingen van ISTAT.
| Jaar | Inwoneraantal |
| ---- | ------------- |
| 1991 | 1180          |
| 2001 | 1148          |

## Geografie
Pella grenst aan de volgende gemeenten: Cesara (VB), Madonna del Sasso (VB), Nonio (VB), Orta San Giulio, Pettenasco, San Maurizio d'Opaglio.

## Galerij

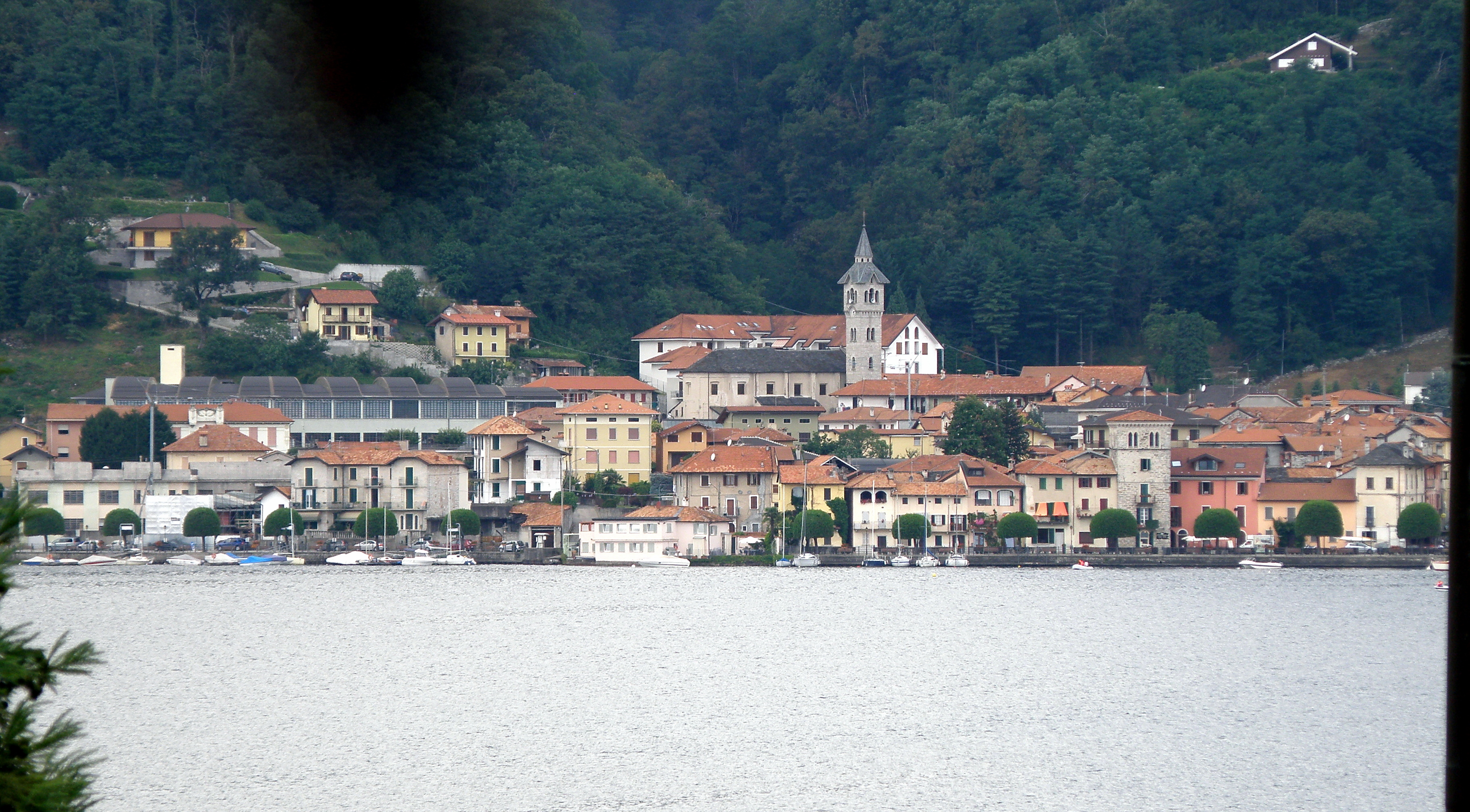
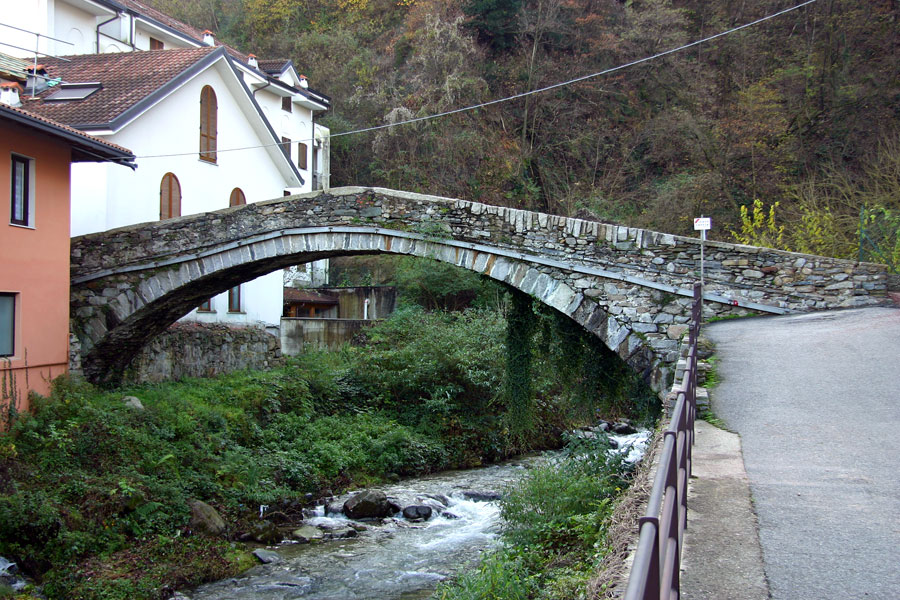
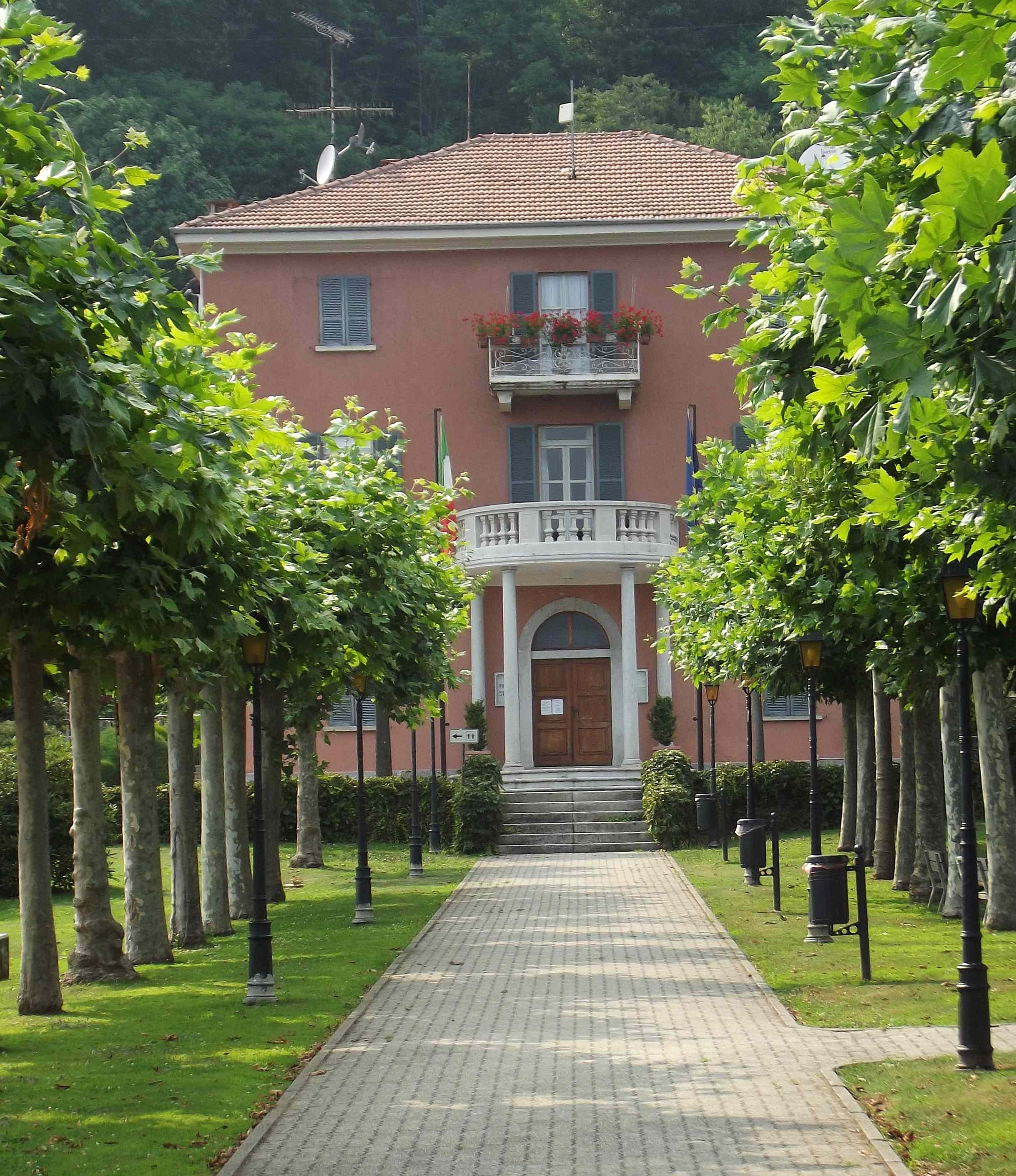
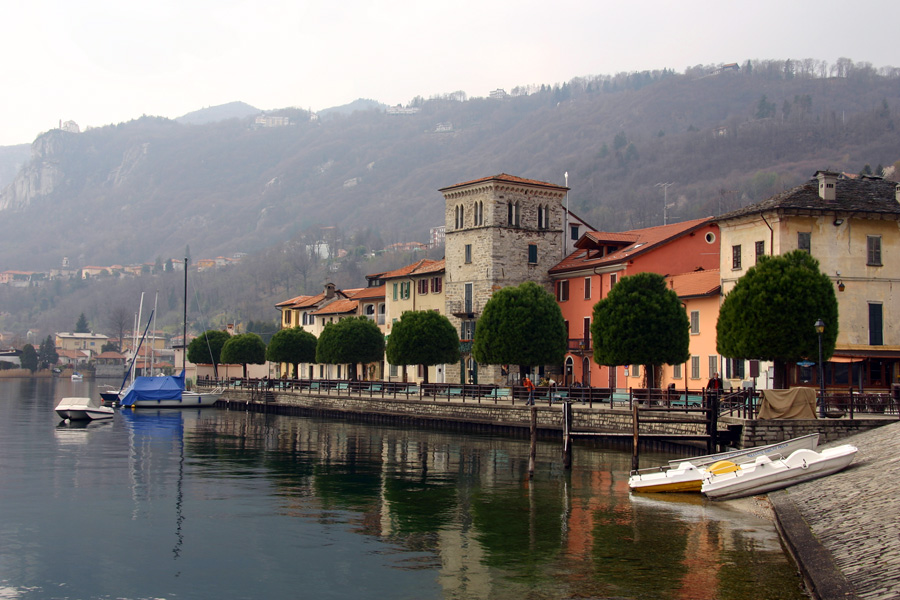